# 877 Walküre
A 877 Walküre (ideiglenes jelöléssel 1915 S7) a Naprendszer kisbolygóövében található aszteroida. Grigorij Neujmin fedezte fel 1915. szeptember 13-án.